# コアラ (お笑い芸人)
コアラ（1969年2月7日 - ）は、日本の元タレント、実業家。本名は宮谷 信也（みやたに しんや）だったが、のちに疋田 信也とされている。一時期の芸名は「ハッピハッピー。」。大阪府堺市出身。関西創価高等学校卒業、創価大学中退。

## 来歴
1991年に「コアラ」（結成当時は「しんや」）の芸名で、大学の同期生のおさるとお笑いコンビ「アニマル梯団」を結成した。コンビ時代は浅井企画に所属していた。
当時女優で現在は参議院議員の三原じゅん子と1999年11月28日に結婚したことを2000年1月に発表した。同時にアニマル梯団は解散し、おさるは浅井企画に残る一方でコアラは当時の三原の所属事務所へ移籍した。
事務所移籍後は音楽活動にも進出し、Dual Dreamの小島健二らと3人組バンド「江戸フィッシュ」を結成し、リーダー兼ボーカルを務める。2003年2月14日にデビューシングル『ボディアタックNo.1』をリリースした。
2004年4月1日、「有限会社T-JACK」を設立した。自らが社長となり、三原らが所属した。
2004年12月31日放送の日本テレビ『細木数子の大晦日スペシャル!!全て見せます六星占術』で「家庭を良くしたい」と言う事を理由に細木数子に改名を相談した。細木のアドバイスで、コアラから「ハッピハッピー。」へ改名した。ちなみに、元相方のおさるも2004年にすでに細木の勧めでモンキッキーへ改名していた（その後、2012年に「おさる」→2017年に「モンキッキー」→2020年に「おさる」へ再改名）。
2007年10月6日、三原と正式に離婚した。原因を自分の浮気と認め、その浮気相手と交際宣言している。2012年5月にその一般女性と再婚し、一男一女を儲けている。
その後、中華料理店「赤坂ふ〜ちん」青山店（現在は青山ふーちん）で店長を務め、2012年より同店で知り合った人物と銀座でイタリア料理店を共同経営している。（日本テレビ「芸人報道」より）
また芸能事務所「Coalaプロモーション株式会社」を設立し、代表取締役に就任した。芸能活動も再開（芸名もコアラに再改名）し、ニコジョッキーの番組「モロわん」では元相方のおさると共演している。以降も年1回はおさると会っているという。
2020年現在は表に出る活動は行っておらず、タレントとしては半引退状態にある。前述の芸能事務所の代表取締役をしつつ、『news every.』の特集枠など番組制作を中心に活動している。

## 出演作品

### テレビ
- 芸人報道（日本テレビ）
- モロわん（ニコジョッキー）

### インターネットラジオ
- 「ハッピハッピー。のお騒がせミュージックチャンネル」- メイン・パーソナリティー

### ゲーム
- 龍が如く（2005年） - ホームレスの男 役

### 映画
- 難波金融伝・ミナミの帝王（1997年） - リョータ役
  - 『詐欺師潰し』（1997年3月28日）
  - 『保険金横領』（1997年5月2日）

## 発売作品

### シングル
- ボディアタックNo.1（江戸フィッシュとして） - 2003年2月14日、2003年9月25日（再発売）